# デイリー・クロニクル
『デイリー・クロニクル』(Daily Chronicle) は、1872年から1930年にかけて発行されていたイギリスの新聞。1930年に『デイリー・ニューズ』と合併し、『ニューズ・クロニクル』(News Chronicle) となった。

## 歴史
この新聞は、1872年に『クラーケンウェル・ニューズ』(Clerkenwell News) と題された半ペニーの週刊地域新聞として創刊された。1876年に、エドワード・ロイド (Edward Lloyd) がこの新聞を買収し、『デイリー・クロニクル』と改題して、ロンドン全域を対象とする新聞として再出発させた。発行部数はそれまでの8千部から、14万部へと急成長していった。
代々の編集長の下で、同紙は評判を高め、1914年の時点では、『タイムズ』、『デイリー・テレグラフ』、『モーニング・ポスト』(Morning Post)、『イブニング・スタンダード』(Evening Standard)、『デイリー・グラフィック』(Daily Graphic)』の5紙すべての部数合計を越える部数を誇るほどになっていた。
イギリスの全国新聞の多くは、特定政党の支持を打ち出しているが、『デイリー・クロニクル』も例外ではなかった。同紙は自由党左派とデビッド・ロイド・ジョージを支持し、第一次世界大戦への参戦を支持した。シャーロック・ホームズものの探偵小説で有名になっていた作家アーサー・コナン・ドイルも、第一次世界大戦の西部戦線を『デイリー・クロニクル』の特派員として取材し、寄稿したことがあった。
1918年4月9日、首相デビッド・ロイド・ジョージがイギリス陸軍の勢力について庶民院に報告した内容を、現役少将であったサー・フレデリック・モーリス (Frederick Maurice) は、意図的な虚偽の数字による誤った方向への誘導であると考え、これを論じた書簡を主要各紙に送った。『タイムズ』は5月7日にこの手紙を掲載し、5月9日には同じ自由党内でロイド・ジョージと対立していたハーバート・アスキス前首相が調査のための特別委員会設置を要求したが、これは否決された。間もなくして、モーリスが陸軍から予備役編入となると、『デイリー・クロニクル』はモーリスを戦争特派員として雇った。
この動きに怒ったロイド・ジョージは、合同新聞（United Newspapers：後の United Business Media の前身）というグループを結成して、『デイリー・クロニクル』を買収し、モーリスを排除しようとした。当時の編集長は膨大な量の検閲に抗議して辞任した。その後、この新聞の所有権は転々と移り、1926年には、イングランド東部ハートフォードシャー州ブリケット・ウッド (Bricket Wood) 在住のサー・デヴィッド・ユール (David Yule) の所有するところとなった。
1930年、『デイリー・クロニクル』は『デイリー・ニューズ』と合併し、『ニューズ・クロニクル』となった。
『デイリー・クロニクル』には、漫画のひとつとして「Tim, Toots and Teeny」を掲載していた。

## 歴代編集長
- 1872年 - J. A. Manson
- 1877年 - R. Whelan Boyle
- 1890年 - Alfred Ewan Fletcher
- 1895年 - Henry William Massingham
- 1899年 - W. J. Fisher
- 1904年 - Robert Donald
- 1918年 - Ernest Perris